# Campeonato Mundial Femenino de Balonmano de 1995
El XII Campeonato Mundial de Balonmano Femenino se celebró en Austria y en Hungría entre el 5 y el 17 de diciembre de 1995, bajo la organización de la Federación Internacional de Balonmano (IHF), la Federación Austriaca de Balonmano y la Federación Húngara de Balonmano.

## Equipos participantes
Del europeo de 1994 se clasificaron 12 selecciones, del campeonato africano 2, 3 del campeonato de Asia y 3 del americano.
| Grupo A         | Grupo B         | Grupo C       | Grupo D        |
| --------------- | --------------- | ------------- | -------------- |
| Austria         | Canadá          | Angola        | Brasil         |
| Costa de Marfil | Dinamarca       | Alemania      | Croacia        |
| Japón           | Eslovaquia      | China         | Estados Unidos |
| Noruega         | República Checa | Corea del Sur | Hungría        |
| Suecia          | Rumania         | Rusia         | Ucrania        |

## Primera fase

### Grupo A: Sedes en Krems, Sankt Pölten, Wiener Neustadt
| Equipo          | J | G | E | P | G+  | G-  | DG  | PTS |
| --------------- | - | - | - | - | --- | --- | --- | --- |
| Austria         | 4 | 4 | 0 | 0 | 109 | 74  | +35 | 8   |
| Noruega         | 4 | 3 | 0 | 1 | 107 | 64  | +43 | 6   |
| Suecia          | 4 | 2 | 0 | 2 | 90  | 79  | +11 | 4   |
| Japón           | 4 | 0 | 1 | 3 | 66  | 103 | -37 | 1   |
| Costa de Marfil | 4 | 0 | 1 | 3 | 53  | 105 | -52 | 1   |

### Grupo B: Sedes en Stockerau, Krems, Sankt Pölten, Wiener Neustadt
| Equipo          | J | G | E | P | G+  | G-  | DG  | PTS |
| --------------- | - | - | - | - | --- | --- | --- | --- |
| Rumania         | 4 | 4 | 0 | 0 | 124 | 81  | +43 | 8   |
| Dinamarca       | 4 | 3 | 0 | 1 | 116 | 78  | +38 | 6   |
| Eslovaquia      | 4 | 1 | 1 | 2 | 92  | 95  | -3  | 3   |
| República Checa | 4 | 1 | 1 | 2 | 83  | 86  | -3  | 3   |
| Canadá          | 4 | 0 | 0 | 4 | 61  | 136 | -75 | 0   |

### Grupo C: Sede en Gyor
| Equipo        | J | G | E | P | G+  | G-  | DG  | PTS |
| ------------- | - | - | - | - | --- | --- | --- | --- |
| Corea del Sur | 4 | 4 | 0 | 0 | 114 | 78  | +36 | 8   |
| Rusia         | 4 | 2 | 1 | 1 | 95  | 74  | +21 | 5   |
| Alemania      | 4 | 2 | 1 | 1 | 97  | 84  | +13 | 5   |
| China         | 4 | 1 | 0 | 3 | 90  | 112 | -22 | 2   |
| Angola        | 4 | 0 | 0 | 4 | 76  | 124 | -48 | 0   |

### Grupo D: Sede en Budapest
| Equipo         | J | G | E | P | G+  | G-  | DG  | PTS |
| -------------- | - | - | - | - | --- | --- | --- | --- |
| Hungría        | 4 | 4 | 0 | 0 | 110 | 69  | +41 | 8   |
| Croacia        | 4 | 3 | 0 | 1 | 78  | 61  | +17 | 6   |
| Ucrania        | 4 | 2 | 0 | 2 | 93  | 80  | +13 | 4   |
| Estados Unidos | 4 | 1 | 0 | 3 | 72  | 97  | -25 | 2   |
| Brasil         | 4 | 0 | 0 | 4 | 63  | 109 | -46 | 0   |

## Repesca
Para completar los octavos de final para los que se clasificaban las tres primeras selecciones de cada grupo se realizó una repesca entre las dos últimas clasificadas de cada grupo.
|                 |         |                 |
| Japón           | 31 – 22 | Canadá          |
| República Checa | 24 – 14 | Costa de Marfil |
| China           | 30 – 16 | Brasil          |
| Estados Unidos  | 23 – 24 | Angola          |

## Fase final
Los octavos de final se disputaron en Wiener Neustadt, Gyor, Krems y Budapest.
Los cuartos de final y semifinales se disputaron en Wiener Neustadt y Budapest.
El partido de la final se disputó en  Wiener Neustadt y el del tercer y cuarto puesto en Gyor.
|  | Octavos de final             | Octavos de final             |               |    | Cuartos de final        | Cuartos de final        |  |  | Semifinales             | Semifinales             |  |  | Final                   | Final                   |
|  | 13 y 14 de diciembre de 1995 | 13 y 14 de diciembre de 1995 |               |    | 15 de diciembre de 1995 | 15 de diciembre de 1995 |  |  | 16 de diciembre de 1995 | 16 de diciembre de 1995 |  |  | 17 de diciembre de 1995 | 17 de diciembre de 1995 |
|  |                              |                              |               |    |                         |                         |  |  |                         |                         |  |  |                         |                         |
|  |                              |                              |               |    |                         |                         |  |  |                         |                         |  |  |                         |                         |
|  |                              |                              |               |    |                         |                         |  |  |                         |                         |  |  |                         |                         |
|  | Austria                      | 21                           |               |    |                         |                         |  |  |                         |                         |  |  |                         |                         |
|  | Austria                      | 21                           |               |    |                         |                         |  |  |                         |                         |  |  |                         |                         |
|  | República Checa              | 16                           |               |    |                         |                         |  |  |                         |                         |  |  |                         |                         |
|  | República Checa              | 16                           | Austria       | 23 |                         |                         |  |  |                         |                         |  |  |                         |                         |
|  |                              |                              |               | 23 |                         |                         |  |  |                         |                         |  |  |                         |                         |
|  |                              | Dinamarca                    | 24            |    |                         |                         |  |  |                         |                         |  |  |                         |                         |
|  | Dinamarca                    | Dinamarca                    | 24            | 25 |                         |                         |  |  |                         |                         |  |  |                         |                         |
|  | Dinamarca                    |                              |               | 25 |                         |                         |  |  |                         |                         |  |  |                         |                         |
|  | Suecia                       | 20                           |               |    |                         |                         |  |  |                         |                         |  |  |                         |                         |
|  | Suecia                       | 20                           | Dinamarca     | 31 |                         |                         |  |  |                         |                         |  |  |                         |                         |
|  |                              |                              |               | 31 |                         |                         |  |  |                         |                         |  |  |                         |                         |
|  |                              | Corea del Sur                | 33            |    |                         |                         |  |  |                         |                         |  |  |                         |                         |
|  | Corea del Sur                | Corea del Sur                | 33            | 27 |                         |                         |  |  |                         |                         |  |  |                         |                         |
|  | Corea del Sur                |                              |               | 27 |                         |                         |  |  |                         |                         |  |  |                         |                         |
|  | Angola                       | 14                           |               |    |                         |                         |  |  |                         |                         |  |  |                         |                         |
|  | Angola                       | 14                           | Corea del Sur | 20 |                         |                         |  |  |                         |                         |  |  |                         |                         |
|  |                              |                              |               | 20 |                         |                         |  |  |                         |                         |  |  |                         |                         |
|  |                              | Alemania                     | 15            |    |                         |                         |  |  |                         |                         |  |  |                         |                         |
|  | Croacia                      | Alemania                     | 15            | 24 |                         |                         |  |  |                         |                         |  |  |                         |                         |
|  | Croacia                      |                              |               | 24 |                         |                         |  |  |                         |                         |  |  |                         |                         |
|  | Alemania                     | 28                           |               |    |                         |                         |  |  |                         |                         |  |  |                         |                         |
|  | Alemania                     | 28                           | Corea del Sur | 25 |                         |                         |  |  |                         |                         |  |  |                         |                         |
|  |                              |                              |               | 25 |                         |                         |  |  |                         |                         |  |  |                         |                         |
|  |                              | Hungría                      | 20            |    |                         |                         |  |  |                         |                         |  |  |                         |                         |
|  | Noruega                      | Hungría                      | 20            | 32 |                         |                         |  |  |                         |                         |  |  |                         |                         |
|  | Noruega                      |                              |               | 32 |                         |                         |  |  |                         |                         |  |  |                         |                         |
|  | Eslovaquia                   | 21                           |               |    |                         |                         |  |  |                         |                         |  |  |                         |                         |
|  | Eslovaquia                   | 21                           | Noruega       | 21 |                         |                         |  |  |                         |                         |  |  |                         |                         |
|  |                              |                              |               | 21 |                         |                         |  |  |                         |                         |  |  |                         |                         |
|  |                              | Rumania                      | 19            |    |                         |                         |  |  |                         |                         |  |  |                         |                         |
|  | Rumania                      | Rumania                      | 19            | 33 |                         |                         |  |  |                         |                         |  |  |                         |                         |
|  | Rumania                      |                              |               | 33 |                         |                         |  |  |                         |                         |  |  |                         |                         |
|  | Japón                        | 17                           |               |    |                         |                         |  |  |                         |                         |  |  |                         |                         |
|  | Japón                        | 17                           | Noruega       | 21 |                         |                         |  |  |                         |                         |  |  |                         |                         |
|  |                              |                              |               | 21 |                         |                         |  |  |                         |                         |  |  |                         |                         |
|  |                              | Hungría                      | 22            |    |                         |                         |  |  |                         |                         |  |  |                         |                         |
|  | Rusia                        | Hungría                      | 22            | 23 |                         |                         |  |  |                         |                         |  |  |                         |                         |
|  | Rusia                        |                              |               | 23 |                         |                         |  |  |                         |                         |  |  |                         |                         |
|  | Ucrania                      | 20                           |               |    |                         |                         |  |  |                         |                         |  |  |                         |                         |
|  | Ucrania                      | 20                           | Rusia         | 18 |                         |                         |  |  |                         |                         |  |  |                         |                         |
|  |                              |                              |               | 18 |                         |                         |  |  |                         |                         |  |  |                         |                         |
|  |                              | Hungría                      | 23            |    |                         |                         |  |  |                         |                         |  |  |                         |                         |
|  | Hungría                      | Hungría                      | 23            | 21 |                         |                         |  |  |                         |                         |  |  |                         |                         |
|  | Hungría                      |                              |               | 21 |                         |                         |  |  |                         |                         |  |  |                         |                         |
|  | China                        | 20                           |               |    |                         |                         |  |  |                         |                         |  |  |                         |                         |
|  | China                        | 20                           |               |    |                         |                         |  |  |                         |                         |  |  |                         |                         |

- 3.º / 4.º puesto: Gyor

|           |         |         |
| Dinamarca | 25 – 24 | Noruega |

## Medallero
| | | |
| Corea del Sur - Cho Soon-ja - Gu Aeh-kycong - Han Sun-hee - Hong Jeong-ho - Kim Eun-kyoung - Kim Eun-mi - Kim Mi-sim - Kim Rang - Kim Jeong-mi - Lee Sang-eun - Lim O-kyeong - Moon Hyang-ja - Oh Seong-ok - Oh Yong-ran - Pack Chong-sook - Park Jeong-lim | Hungría - Éva Erdős - Andrea Farkas - Beáta Hoffmann - Anikó Kántor - Erzsébet Kocsis - Beatrix Kökény - Eszter Mátéfi - Auguszta Mátyás - Anikó Meksz - Anikó Nagy - Helga Németh - Ildikó Pádár - Beáta Siti - Anna Szántó - Katalin Szilágyi - Beatrix Tóth | Dinamarca - Lene Rantala - Gitte Sunesen - Susanne Munk Lauritsen - Anne Dorthe Tanderup - Helle Simonsen - Camilla Andersen - Tina Bøttzau - Anette Hoffmann - Lotte Kiærskou - Janne Kolling - Anja Andersen - Gitte Madsen - Rikke Solberg - Tonje Kjærgaard - Maybrit Nielsen - Karina Jespersen |

## Estadísticas

### Clasificación general
| 1. Corea del Sur    |
| 2. Hungría          |
| 3. Dinamarca        |
| 4. Noruega          |
| 5. Alemania         |
| 6. Rusia            |
| 7. Rumania          |
| 8. Austria          |
| 9. Ucrania          |
| 10. Croacia         |
| 11. Suecia          |
| 12. Eslovaquia      |
| 13. República Checa |
| 14. China           |
| 15. Japón           |
| 16. Angola          |
| 17. Estados Unidos  |
| 18. Costa de Marfil |
| 19. Brasil          |
| 20. Canadá          |